# Giorgio Mazza
Giorgio Mazza (ur. 23 września 1939 w Wenecji) – włoski lekkoatleta, płotkarz, olimpijczyk z 1964.

## Kariera sportowa
Specjalizował się w biegu na 110 metrów przez płotki. Zajął 5. miejsce w tej konkurencji na mistrzostwach Europy w 1958 w Sztokholmie, a sztafeta 4 × 100 metrów z jego udziałem została zdyskwalifikowana w finale.
Zwyciężył w sztafecie 4 × 100 metrów (w składzie: Salvatore Giannone, Livio Berruti, Guido De Murtas i Mazza) oraz zdobył brązowy medal w biegu na 110 metrów przez płotki na uniwersjadzie w 1959 w Turynie.
Ponownie zajął 5. miejsce w finale biegu na 110 metrów przez płotki na mistrzostwach Europy w 1962 w Belgradzie. Zdobył brązowy medal w tej konkurencji na uniwersjadzie w 1963 w Porto Alegre, a także na igrzyskach śródziemnomorskich w 1963 w Neapolu.
Zajął 8. miejsce w finale biegu na 110 metrów przez płotki na igrzyskach olimpijskich w 1964 w Tokio. W biegu finałowym wystąpiło trzech reprezentantów Włoch: oprócz Mazzy Eddy Ottoz (4. miejsce) i Giovanni Cornacchia (7. miejsce).
Mazza był mistrzem Włoch w biegu na 110 metrów przez płotki w 1957, 1958 i 1963, w sztafecie 4 × 100 metrów w latach 1959 i 1961–1963 oraz w sztafecie 4 × 400 metrów w 1962 i 1963.
Trzykrotnie ustanawiał rekord Włoch w biegu na 110 metrów przez płotki czasami 14,3 s, 14,2 s i 14,0 s, a także dwukrotnie wyrównał ten rekord wynikiem  13,9 s (21 czerwca 1964 w Saarbrücken oraz 5 lipca 1964 w Reggio nell’Emilia).